# Isabella Damla Güvenilir
Isabella Damla Güvenilir (Nueva York, 18 de enero de 2009) es una actriz turca-estadounidense que logró reconocimiento en 2014 por su primer papel en la telenovela turca Elif cuando tenía cinco años. A partir de entonces logró repercusión no solo en Turquía, sino también en Estados Unidos, en Indonesia y algunos países de Latinoamérica.

## Biografía
Su nombre se volvió popular después de protagonizar la serie dramática Elif, que se empezó a emitir en 2014 por Kanal 7. En ella interpretaba a una niña que fue separada de su madre y que debía escapar de su malvado padrastro.
En agosto de 2021 Isabella fue invitada a Indonesia con parte del elenco de la serie para el lanzamiento oficial de la versión indonesia de la misma, producida por la cadena SCTV y donde el papel de la pequeña Elif es interpretado por la actriz Nicole Elizabeth Rossi.

## Filmografía

### Televisión
| Año       | Título           | Personaje              | Observaciones |
| --------- | ---------------- | ---------------------- | ------------- |
| 2014-2019 | Elif             | Elif Emiroğlu / Simşek |               |
| 2019      | Bahari Beklerken | Bahar                  |               |
| 2023      | Kader Oyunlari   | Elfin                  |               |